# Nasaf Qarshi
Maillots
Actualités
Le Nasaf Qarshi futbol klubi (en ouzbek : Насаф Қарши футбол клуби), plus couramment abrégé en Nasaf Qarshi, est un club ouzbek de football fondé en 1978 et basé dans la ville de Karchi.
Il joue dans la 1re division du Championnat d'Ouzbékistan. Son stade est le Markaziy Stadium.

## Bilan sportif

### Palmarès
| Compétitions nationales | Compétitions internationales                                   |
| --- | -------------------------------------------------------------- |

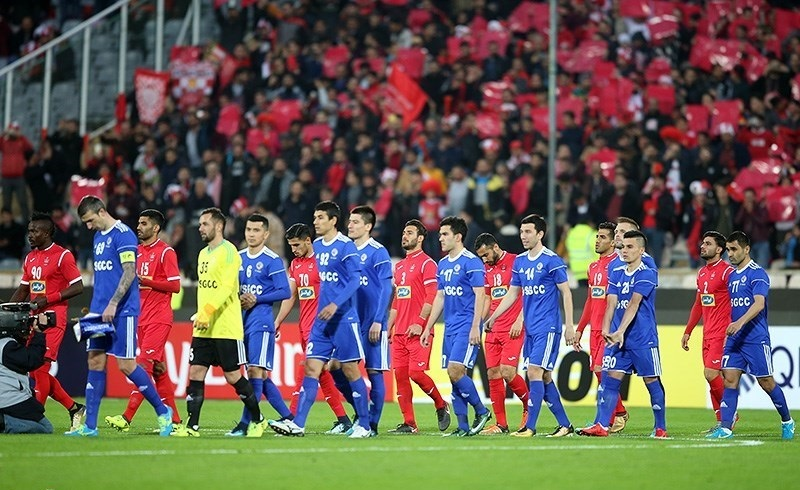
Nasaf Qarshi - Persepolis F.C.

| - Championnat d'Ouzbékistan (1): - Champion : 2024 - Vice-champion : 2011, 2017 et 2020. - Coupe d'Ouzbékistan (4) : - Vainqueur : 2015, 2021, 2022 et 2023. - Finaliste : 2003, 2011, 2012 et 2013. | - Coupe de l'AFC (1) : - Vainqueur : 2011. - Finaliste : 2021. |

## Personnalités du club

### Présidents du club
- Hurram Djuraïev
- Odil Temirov

### Entraîneurs du club
- Viktor Borisov (1997 – 1998)
- Viktor Makarov (1998 – 1999)
- Bakhodir Davlatov (2000 – 2004)
- Oleh Morozov (2005)
- Bakhrom Khakimov (2006)
- Vladimir Fomitchiov (2007)
- Viktor Kumykov (2008 — 2010)
- Anatoliy Demianenko (12 août 2010 — 4 janvier 2012)
- Ruziqul Berdiev (9 janvier 2012 — mai 2012)
- Usmon Toshev (mai 2012 — novembre 2012)
- Ruziqul Berdiev (novembre 2012 — )

### Joueurs emblématiques
- Asror Aliqulov
- Davranjon Faiziev
- Qortin Kurtov
- Pavl Il Seneshav

## Organisation du club
Après des nombreuses années difficles et de multiples changements de propriétaires, le club trouve finalement de la stabilité après le rachat, en 2016, de l'homme d'affaires Ouzbek Nikolai So. 
Le Nasaf Qarshi fait maintenant partie des équipes leader du championnat. 

## Identité visuelle

Ancien logo.
Logo entre 2011 et 2012.
Logo actuel.